# Cranistus bolivianus
Cranistus bolivianus är en insektsart som beskrevs av Morgan Hebard 1931. Cranistus bolivianus ingår i släktet Cranistus och familjen syrsor. Inga underarter finns listade i Catalogue of Life.